# Luca Lotti
Luca Lotti, né le 20 juin 1982 à Empoli, est un homme politique italien du Parti démocrate.

## Biographie
Il obtient son baccalauréat (maturità) au lycée scientifique d'Empoli en 2001 puis sort diplômé en sciences politiques de l'université de Florence. En 2005, à l'âge de 23 ans, alors qu'il est conseiller municipal de Montelupo, il rencontre Matteo Renzi, alors âgé de 30 ans, lors d'une foire organisée dans la ville. Ils sympathisent et le second embauche Luca Lotti dans son équipe, devenant son collaborateur politique autant que son ami. En 2013, il est nommé secrétaire national adjoint du Parti démocrate, chargé des collectivités locales ; la même année, il est élu député.
Le 28 février 2014, il devient secrétaire d'État à la présidence du Conseil dans le gouvernement Renzi. Il y est chargé du Comité stratégique de programmation économique (CIPE), de la communication, de la presse et de l'édition. Il participe à l'adoption de la réforme constitutionnelle sur la loi électorale, celle sur le Code du travail ainsi qu'à la loi qui punit de prison les chauffards.
Le 12 décembre 2016, il devient ministre des Sports dans le gouvernement Gentiloni, où il devient le plus jeune ministre dans un ministère sans portefeuille créé pour cette nomination.